# Hexaméron
Hexaméron, Morceau de concert, Grandes variations de bravure pour piano pour le Concert de M. la Princesse Belgiojoso, par MM. Liszt, Thalberg, Pixis, Henri Herz, Czerny et Chopin, è il titolo di una composizione per pianoforte sul tema di Suoni la tromba, e intrepido, la cabaletta del duo tra Giorgio e Riccardo ne I puritani di Vincenzo Bellini scritta da sei diversi compositori.

## Storia
Il lavoro fu commissionato nel 1837 dalla principessa Cristina Trivulzio di Belgiojoso, patriota sostenitrice degli italiani esuli in Francia e amica di artisti, in particolare di musicisti; dopo la morte di Bellini pensò di rendergli omaggio organizzando un concerto, a scopo benefico, durante il quale si sarebbe dovuta suonare una serie di variazioni, a opera di sei musicisti, su un brano dell'artista scomparso. La principessa prese accordi con Franz Liszt e gli affidò la direzione del lavoro. La proposta cadde su un tema tratto da I puritani, ultima opera del compositore. Il lavoro venne denominato Hexaméron e rappresenta l'omaggio del mondo musicale parigino al musicista catanese, morto il 23 settembre 1835.
L'opera coordinata da Liszt (numero di catalogo S.392) si presentò molto complessa perché il musicista volle farne una composizione imponente. Liszt scrisse l'introduzione, il tema (ossia la sua trascrizione), alcuni interludi, il finale e la seconda delle sei variazioni da cui il brano prende il titolo (hex = sei). Le altre cinque variazioni sono opera di Sigismund Thalberg, Johann Peter Pixis, Henri Herz, Carl Czerny e Fryderyk Chopin.
La principessa fece eseguire l'opera nel suo salotto di Parigi il 31 marzo 1837 con uno scopo benefico di aiuto ai poveri.
Il titolo rimanda alla credenza che il mondo sia stato creato da Dio in sei giorni (Εξαήμερος Δημιουργία), lo stesso numero delle variazioni e dei compositori che lavorarono all'Hexaméron.
Liszt elaborò inoltre una versione per pianoforte e orchestra (S.365b) ed una per due pianoforti (S.654).
Il lavoro è stato registrato, tra gli altri, da Ingolf Wunder, Raymond Lewenthal, Leslie Howard, Francesco Nicolosi e Marc-André Hamelin.

## Struttura
1. Introduzione: Estremamente lento (Liszt)
2. Tema: Allegro marziale (trascritto da Liszt)
3. Variazione I: Ben marcato (Thalberg)
4. Variazione II: Moderato (Liszt)
5. Variazione III: Di bravura (Pixis) - Ritornello (Liszt)
6. Variazione IV: Legato e grazioso (Herz)
7. Variazione V: Vivo e brillante (Czerny) - Fuocoso molto energico; Lento quasi recitativo (Liszt)
8. Variazione VI: Largo (Chopin) in Mi maggiore - Coda (Liszt)
9. Finale: Molto vivace quasi prestissimo. Allegro animato (Liszt)